# Théâtre national (Prague)
 (juin 2025).
Si vous disposez d'ouvrages ou d'articles de référence ou si vous connaissez des sites web de qualité traitant du thème abordé ici, merci de compléter l'article en donnant les références utiles à sa vérifiabilité et en les liant à la section « Notes et références ».
Pour les articles homonymes, voir Théâtre national.
Le Théâtre national (en tchèque : Národní divadlo), situé quai Masaryk à Prague est le plus célèbre théâtre de la République tchèque. Son importance culturelle et symbolique est centrale dans les cent dernières années de l'histoire de la nation tchèque en particulier dans la deuxième moitié du XIXe siècle lors de la Renaissance nationale tchèque.

## Histoire

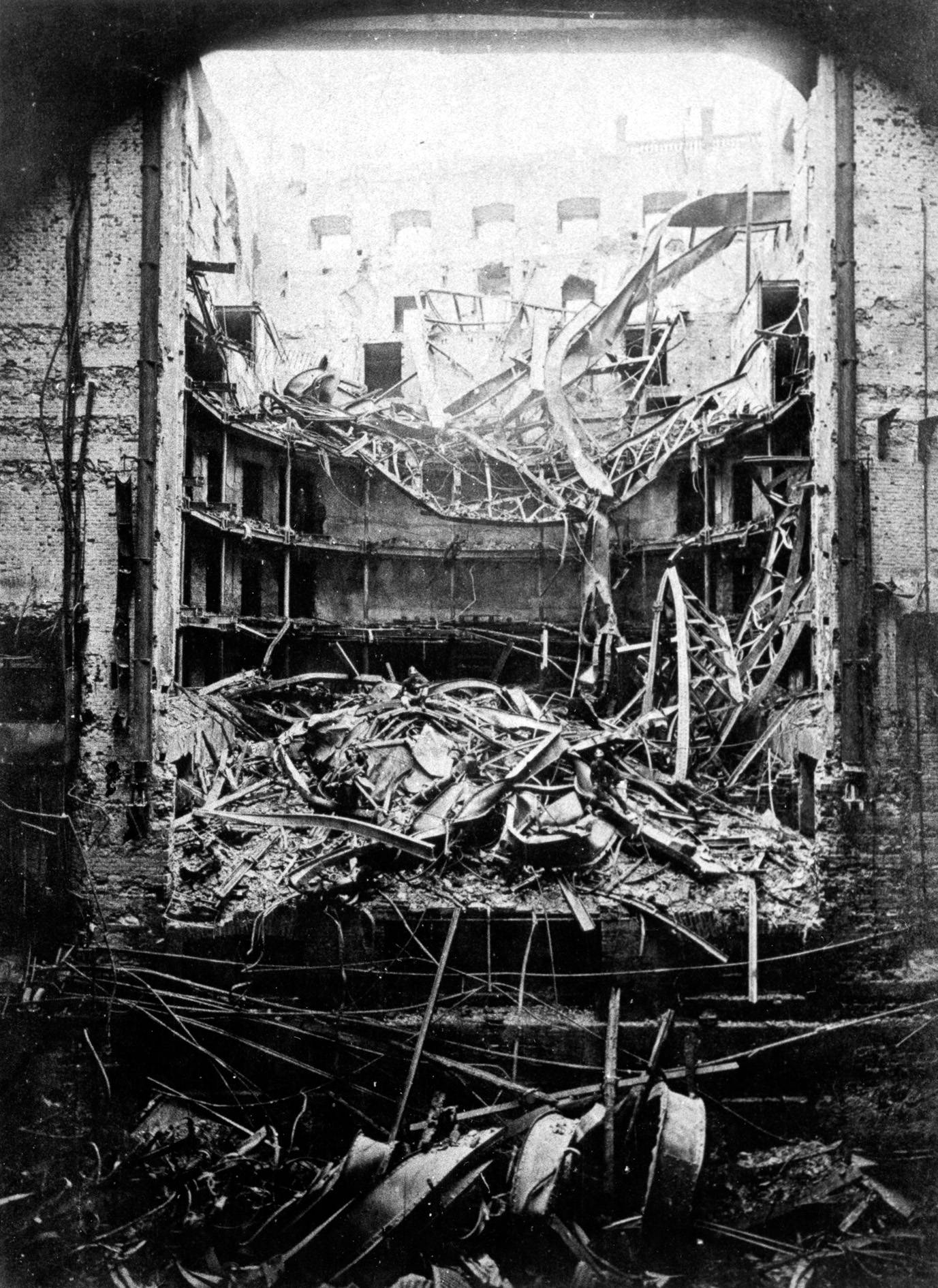
Après l'incendie de 1881
Photo Heinrich Eckert

Le Théâtre national est l'une des plus importantes institutions culturelles tchèques. Au milieu du XIXe siècle, alors que Prague n'est plus que la capitale des États de la couronne de Bohême depuis longtemps vassale du Saint-Empire romain germanique puis Austro-hongrois et dont les élites sont largement germanisées sinon allemandes, le réveil du sentiment national tchèque secoue la ville de sa torpeur. Le Théâtre national sera le catalyseur, le symbole et l'illustration de cette renaissance de la culture tchèque.

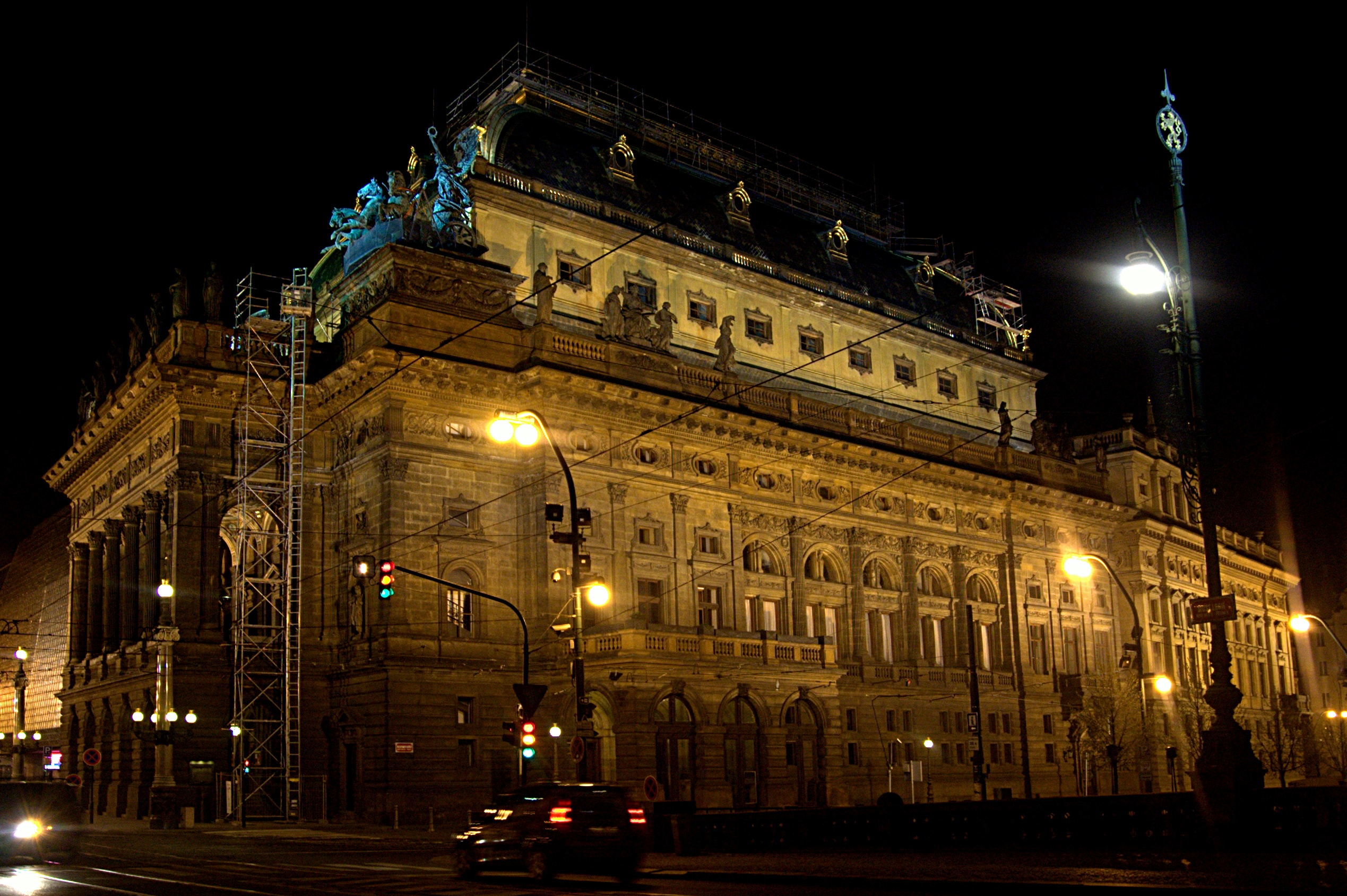
Théâtre national de nuit

Une souscription nationale est lancée et la première pierre posée le 16 mai 1868, cérémonie qui donne lieu à ce qui est, de facto, une manifestation politique et une revendication contre le pouvoir impérial viennois. L'idée de l'édification d'un théâtre naît à l'automne 1844 lors d'une réunion de patriotes tchèques et est mise en œuvre par František Palacký qui soumet, le 29 janvier 1845 le projet à l'Assemblée des États de la couronne de Bohême, requérant « le privilège de la construction, l'ameublement, le maintien et la direction d'un théâtre tchèque indépendant ». Ce privilège est accordé en avril 1845. Il faudra six ans avant que ne se fonde, en avril 1851, la Société pour l'établissement d'un théâtre national à Prague et qu'une souscription publique soit lancée qui permet, un an plus tard, l'achat d'un terrain sur les rives de la Vltava faisant face au Château de Prague, emplacement idéal même si la forme trapézoïdale du terrain pose un défi aux futurs architectes.
La période d'absolutisme sourcilleux qui suit le Printemps des peuples ralentit temporairement le projet initial : sous la direction de F.L. Rieger, un théâtre temporaire est néanmoins édifié au sud de la parcelle par l'architecte Ignac Ullman, il ouvre ses portes le 18 novembre 1862. En parallèle, une nouvelle génération (Sladkovský, Tyrš, Neruda, Hálek) prend les rênes de la Société pour l'établissement d'un théâtre national à Prague avec une énergie nouvelle et un plan ambitieux. Sous couvert d'une compétition publique, l'architecte Josef Zítek, professeur au collège technique de Prague, est commissionné pour dresser les plans du Théâtre national. Les travaux commencent en 1867, la première pierre solennellement posée le 16 mai 1868, les fondations achevées en novembre de la même année et la construction du gros œuvre achevée en 1877. Dès 1875, une compétition, dont les grandes lignes sont dressées par une commission spéciale sous la direction de Sladkovský, est ouverte pour la décoration intérieure: dans un esprit néorenaissance, il s'agit d'illustrer la mythologie slave et l'histoire tchèque et souligner une idéologie nationaliste. Les artistes majeurs de l'époque s'attellent à la tâche — l'histoire de l'art les retiendra sous l'appellation de la génération du Théâtre national.
Le Théâtre national ouvre ses portes pour la première fois le 11 juin 1881 en l'honneur de la visite de l'archiduc Rodolphe d'Autriche. Il est inauguré avec l'opéra Libuše de Smetana, composé en 1872. Après onze représentations, le Théâtre referme pour permettre de mettre une touche finale à la décoration. C'est durant ces travaux finaux qu'un incendie se déclare, le 12 août 1881. Il est perçu comme une catastrophe nationale et un mouvement de fond secoue la société tchèque: en un mois et demi un million de guldens sont réunis pour sa reconstruction confiée à l'élève de Zítek, l'architecte Josef Schulz qui défend un grand dessein, l'intégration du théâtre temporaire, du nouveau théâtre dont ne reste que la façade et d'un pâté de maisons appartenant au Dr Polák situé derrière le théâtre temporaire — fusion qui donne au théâtre actuel son architecture inimitable, surprenante et composite.

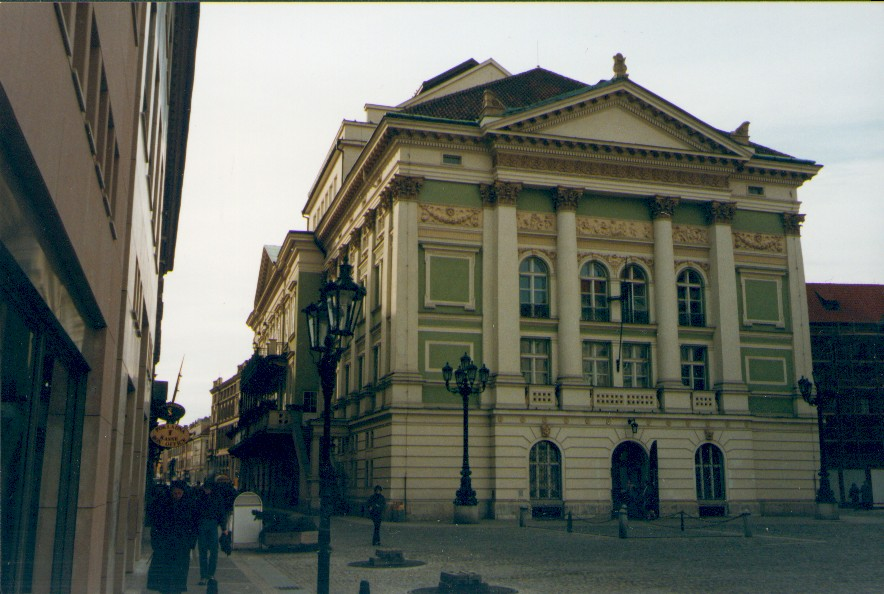
Théâtre des États à Prague

La ré-inauguration a lieu le 18 novembre 1883, de nouveau avec l'opéra Libuše. Le bâtiment, parfaitement équipé avec son éclairage électrique et ses équipements scéniques en fer, servira sans modification majeure pendant un siècle jusqu'au 1er avril 1977, quand, après une représentation de la Lanterne de Alois Jirásek, il ferme ses portes pour six ans de travaux sous la supervision de l'architecte Zdeněk Vávra. Outre une refonte intérieure radicale, le Théâtre se voit adjoindre une annexe, un bâtiment de style brutaliste, œuvre de l'architecte Stanislav Libenský. Ce nouveau bâtiment héberge la billetterie et la Nouvelle Scène (en tchèque : Nová scéna) de la célèbre Lanterne magique (Laterna Magika). Le bâtiment ancien du Théâtre ouvre à nouveau ses portes au public à temps pour son centenaire, le 18 novembre 1983 et une représentation du Libuše de Smetana. Trois ensembles artistiques y occupent la scène principale à tour de rôle : l'Opéra national, le Ballet national et le Théâtre national. Ces ensembles se partagent également le théâtre des États (en tchèque : Stavovské divadlo, où eut lieu la première du Don Giovanni de Mozart) et le théâtre Kolowrat.
Dans un pays dont l'un des dictions affirme « tel Tchèque, tel musicien » (Co Čech, to muzikant), le Théâtre national de Prague est l'un des éléments-clé qui a permis la construction d'une identité nationale, l'affirmation d'une culture propre et l'émergence d'un langage musical fédérateur.

## Le Théâtre national allemand

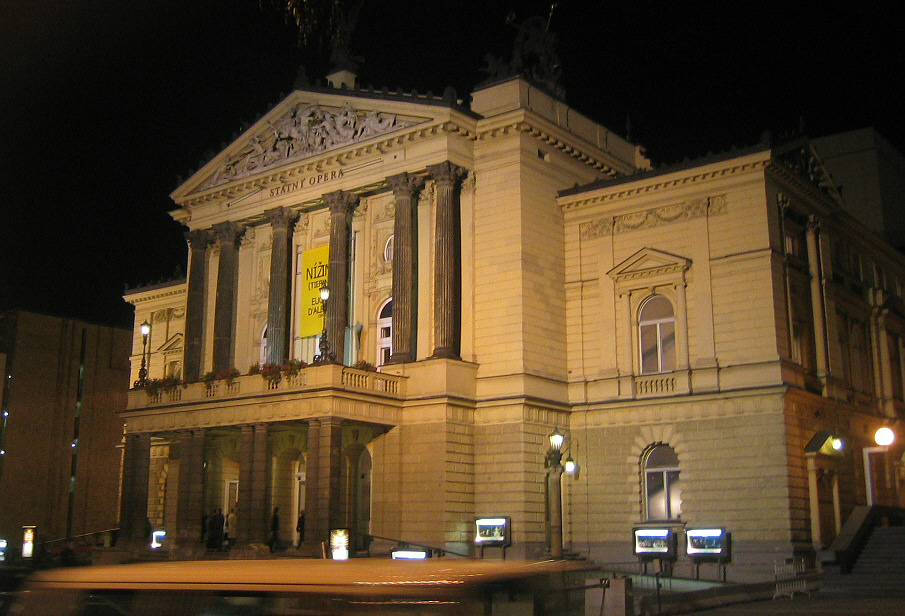
Opéra d'État de Prague.

L'histoire culturelle en général et musicale en particulier de la Bohême n'aurait pas été si riche s'il n'y avait eu cette compétition rampante entre les deux nations tchèque et allemande pour la suprématie économique, politique et culturelle. Avant l'édification du Théâtre national, les artistes tchèques et allemands se partageaient le Théâtre des États. Les Allemands, désireux de n'être pas en reste face aux efforts tchèques, sollicitèrent à leur tour, en 1883, l'autorisation pour édifier un Neues Deutsches Theater (NDT) lequel sera achevé le 5 janvier 1888 sur les plans de l'architecte du Théâtre municipal de Vienne, Karl Hasenauer aux côtés de l'architecte pragois Alfons Wertmüller. Le NDT s'auto-dissout en 1938, en tant qu'institution culturelle propre. Le bâtiment abrite désormais l'Opéra d'État qui, clin d'œil de l'histoire, est toujours en compétition avec la troupe d'opéra du Théâtre national.